# اجتماع السميح

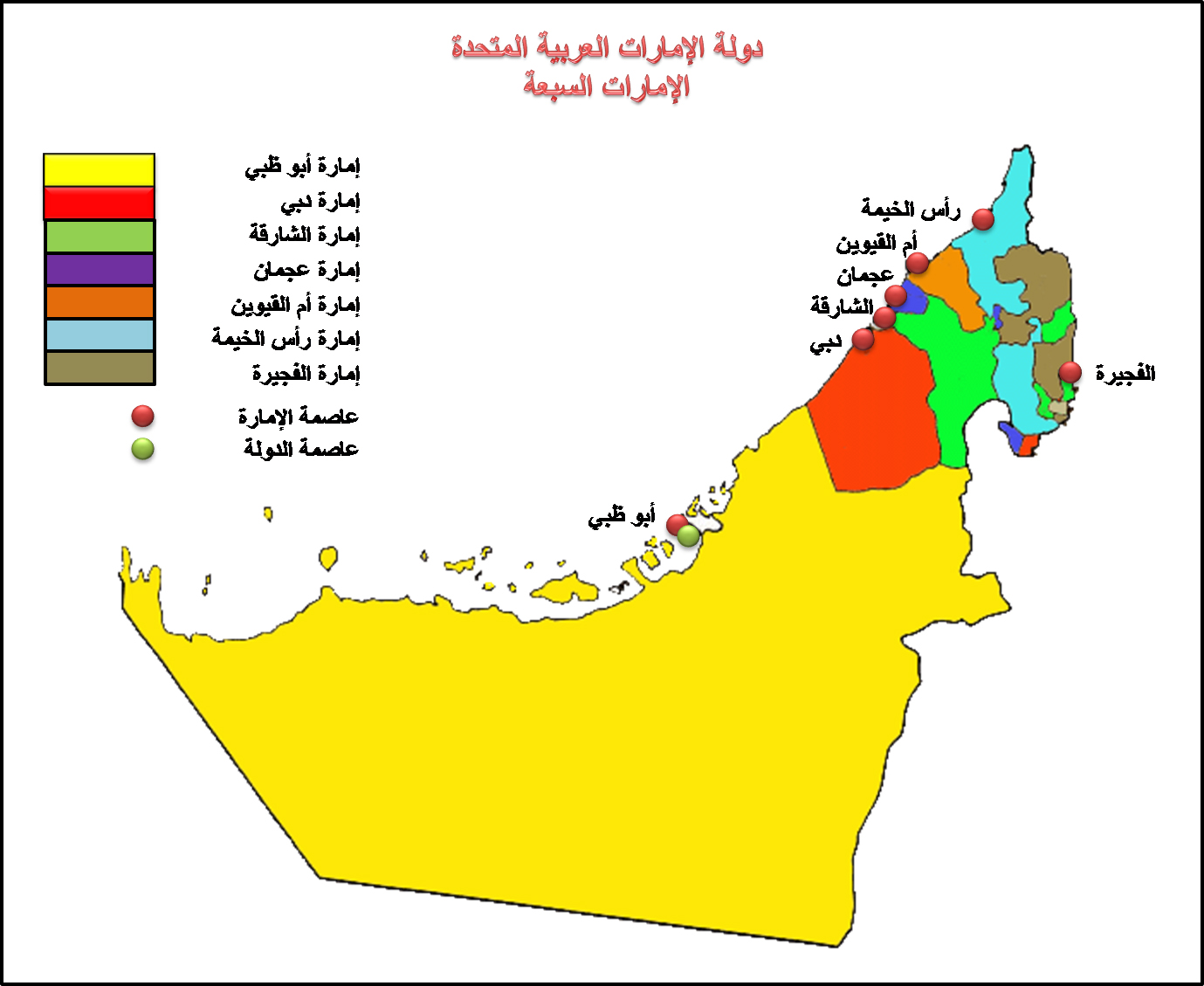
خريطة دولة الإمارات العربية المتحدة

اجتماع السميح هو الاسم الذي عرفت به اتفاقية وحدة شهيرة تم توقيعها في منطقة السميح بين إمارتي دبي (راشد بن سعيد آل مكتوم) و أبوظبي (زايد بن سلطان آل نهيان) في 18 فبراير 1968، كانت بداية لتوحيد الإمارات الأخرى وقيام دولة الإمارات العربية المتحدة.
اجتمع راشد بن سعيد آل مكتوم، و زايد بن سلطان آل نهيان واتفقا على أن يقوم اتحاد بينهما، وأن يدعوا الإمارات الخليجية إلى هذا الاتحاد، وهو ما تم بالفعل، حيث وجهت الدعوة بالإضافة إلى الإمارات السبع إلى كل من إمارتي قطر و البحرين. وتمت الدعوة لاجتماع في دبي لبحث مسألة إنشاء اتحاد شامل. وانعقد الاجتماع ووافق الجميع على أن تشكل لجنة لدراسة الدستور المقترح.
لكن ما لبثت أن فشلت هذه المحاولة، وأعلنت كل من قطر و البحرين استقلالهما معلنتين عن سيادة كل منهما على أراضيها. وبالفعل نالت كل دولة منهما الاعترافات العربية والدولية. اجتمع الشيخ زايد والشيخ راشد وقررا أن يشكلا اتحادًا بينهما وكلفا عدي البيطار المستشار القانوني لحكومة دبي بكتابة الدستور. وعند إتمامه تم دعوة حكام الإمارات الباقية للاجتماع، أما هما فقد اتخذا قرارا بالاتحاد بين دبي وأبوظبي ولم يبق إلا التنفيذ.